# Petit-Enghien
Petit-Enghien (en néerlandais Lettelingen, en picard P'tit-Inguî) est une section de la ville belge d'Enghien située en Région wallonne dans la province de Hainaut. Le village est connu pour avoir été le lieu de la première victoire du célèbre cycliste belge Eddy Merckx le 1er octobre 1961, lors de sa 13e course.

## Évolution démographique
- Sources : INS, Rem. : 1831 jusqu'en 1970 = recensements, 1976 = nombre d'habitants au 31 décembre.

## Histoire
Commune à part entière avant la fusion des communes de 1977, Petit-Enghien a été jumelée avec la ville de Strombeek-Bever le 9 janvier 1986. L'équipe de football de Petit-Enghien fait partie de la ligue Hoegaerden de Grimbergen.
Petit-Enghien est un village caractéristique à la frontière linguistique ; il comprenait dans un contexte bilingue une partie de langue française et une partie de langue néerlandaise (autour de l'actuelle gare d'Enghien située autrefois sur la commune de Petit-Enghien). Ce village s'[appelant P'tit Ingî en picard compte au moins une rue dans cette langue : la rue du Noir mouchon, traduite en néerlandais - parce que la commune d'Enghien est une commune à facilités - par Zwartevogelstraat.A l'exterieur de notre église à Petit -Enghien se situant près de la pierre tombale de notre ancien Maïeur Langhendries se trouve une sépulture. Celle de dame Antoinette D'yve née comtesse de Duras  Vandernoot décédée en 1768. Mais aussi à l'interieur de cette même église le Chevalier Yan D'yve de Rametz Warelles gourverneur D'inghien décédé en 1610. le château D'yve se situant à Warelles.

## Personnalités liées au village
- Henri Delor, 1874-1943, sénateur et député.
- Léon Devos, 1897-1974, peintre.
- Jacques Debruyne (1945-), auteur de bande dessinée, illustrateur et animateur.